# NFF Futsal Cup 2014
La NFF Futsal Cup 2014 di calcio a 5 è stata la 2ª edizione del torneo. La competizione è iniziata il 25 gennaio 2014 e si è conclusa il giorno successivo con la finale.

## Risultati

### Quarti di finale
| Squadra 1       | Risultato | Squadra 2   |
| --------------- | --------- | ----------- |
| 25 gennaio 2014 |           |             |
| KFUM Oslo       | 7 – 2     | Krohnsminde |
| Vegakameratene  | 7 – 6     | Tiller      |
| Grorud          | 4 – 1     | Kongsvinger |
| Ørn-Horten      | 2 – 1     | Nordpolen   |

### Semifinali
| Squadra 1       | Risultato | Squadra 2      |
| --------------- | --------- | -------------- |
| 25 gennaio 2014 |           |                |
| KFUM Oslo       | 2 – 3     | Vegakameratene |
| Grorud          | 7 – 5     | Ørn-Horten     |

### Finale
| Arbitro: | Sandberg |

|                                       |           |          |
| Fonstad El Ghaouti 7’, 38’ Rashid 10’ | Marcatori | 27’ Moen |